# Chrysodeixis celebensis
Chrysodeixis celebensis là một loài bướm đêm trong họ Noctuidae.